# Trachylepis maculata
A Trachylepis maculata é uma espécie de lagarto, do gênero trachylepis, encontrada na Guiana.